# Tuy (provins)
Tuy är en provins i Burkina Faso. Den ligger i regionen Hauts-Bassins, i den sydvästra delen av landet, 230 km sydväst om huvudstaden Ouagadougou. Antalet invånare är 172 778. Huvudort är Houndé.